# شهرستان پنجوین
شهرستان پنجوین (به  کردی:قەزای پێنجوێن، به عربی: قضاء بنجوین) یک شهرستان در عراق است که در استان حلبچه واقع شده‌است.